# 七月与安生 (电影)
《七月與安生》（英語：Soul Mate）是2016年中国剧情電影，由香港導演曾國祥執導，改编自中国作家安妮寶貝的同名短篇小說。本片女主角周冬雨、马思纯一起获得第53屆金馬獎最佳女主角獎，在第36屆香港電影金像獎上获得最多的12項提名。中國大陸於2016年9月14日上映，香港2016年10月27日上映，台灣則2018年3月23日上映。

## 劇情概述
兩個小女生林七月（姚欣言 飾）與李安生（李昊芳 飾）在13歲認識並迅速成為好友。二人長大後，七月（馬思純 飾）與安生（周冬雨 飾）性格各異，她們無論性格、世界觀、愛情觀都完全相悖，卻先後機缘巧合下愛上男生蘇家明（李程彬 飾）。二人也因為性格迥異而得到各自不同的命運安排……

## 演员
| 演员                | 角色       | 简介 |
| 周冬雨 少年：李昊芳 | 李安生     | 林七月青梅竹馬好友 與蘇家明關係曖昧 沙全澤前女友 李瞳瞳的養母 以七月為筆名在網路上連載小說《七月與安生》 |
| 马思纯 少年：姚欣言 | 林七月     | 李安生青梅竹馬好友 蘇家明前未婚妻 前中國農業銀行員工 懷孕，產下李瞳瞳後導致大量出血死亡，得年27歲。      |
| 李程彬              | 蘇家明     | 林七月前未婚夫 與李安生關係曖昧 李瞳瞳的生父                                                             |
| 李萍                | 七月妈妈   | |
| 蔡刚                | 七月爸爸   | |
| 蒙亭宜              | 安生妈妈   | |
| 沙全泽              | 乐队吉他手 | 經常預言將於27歲死去 李安生前男友，後因劈腿而分手                                                        |
| 蒋亭轩              | 李瞳瞳     | 蘇家明、林七月的女兒 李安生的養女                                                                        |

## 制作
2015年6月25日极客娱乐总裁陈乐宣布由著名导演陈可辛担任本片监制，陈可辛表示“《七月与安生》是一部天生适合被搬上银幕的小说，呈现了自己最喜欢的人物情感和故事结构”。
12月12日在中國大陸南京正式开机，极客娱乐总裁陈乐博士、嘉映影业有限公司董事长覃宏，监制陈可辛、许月珍及导演曾国祥出席。其后在上海市、浙江遂昌县、北京市、张家口市等地拍摄，2016年2月3日在中國大陸戏份全部杀青。之后赴俄罗斯拍摄。
9月2日发布了窦靖童首次触电银幕创作并演唱的影片主题歌及电影版。窦靖童表示，“安生”和“七月”的大胆青春和姐妹情深让她十分感动，《(It's not a crime) It's just what we do》这首歌的创作灵感和动力正是源于电影本身。
片方在电影上映后公布了出影片第四结局——如果“安生”没有主动找上“家明”。不一样的开始，是否会有不一样的人生？

### 花絮
周冬雨表示拍戏时经常每天只睡两三个小时，最“难熬”的是拍抽烟的戏，没抽过烟的她吐了一个下午。
初次见面，周冬雨在拍摄间隙和李程彬说自己怀孕了。李程彬信以为真，直到戏拍了一个多月后才意识到自己被骗了。
李程彬透露，因为是第一次演男主角，拍摄后期压力大到开始大把大把地掉头发，只能靠化妆遮掩。

### 剧本
安妮宝贝未参与剧本创作。故事的结构和骨干来自香港作家林咏琛，生活的质感和情感在对白和两个人物的细节来自李媛、许伊萌、吴楠。四人出于自己当时的状况、个人经历和价值观有所偏向，分成了“七月派”与“安生派”，导演最后做一些平衡，七月与安生，我中有你，你中有我。
剧本最初困惑于如何打通从小说到电影的完美出口，几易其稿，困难重重。编剧林咏琛提议：“在电影开始就直接引入《七月与安生》这本小说，但是不交待小说的作者。”正是在此基础上，很快组建起编剧团队。
编剧许伊萌透露：大家可以想象屏幕上两个女生怎么吵怎么撕，私底下我和我的搭档李媛就是怎么吵怎么撕的，特别惨烈，又哭又喊各种崩溃，最后还要抱在一起互相安慰。

### 选角
陈可辛和许月珍提供的女主角备选的清单中有周冬雨，曾国祥之前看过周冬雨的表演，早有合作意向，便一拍即合。马思纯是陈可辛推荐曾国祥看《左耳》定下的。曾国祥通过和二人的碰面，认为周冬雨演安生，马思纯演七月，会是一个新鲜的角色分配。

### 成本
制片方嘉映影业有限公司董事长覃宏透露本片成本为3000多万人民币，而周冬雨、马思纯二人的片酬还不及投资的十分之一，收入除了票房外，还包括政府奖励、网络版权、其他版权，收入都很高。

## 歌曲
| 曲別   | 歌名           | 演唱者 | 作詞   | 作曲   |
| 主题曲 | 《》           | 窦靖童 | 窦靖童 | 窦靖童 |
| 插曲   | 《方向》       | 许巍   | 许巍   | 许巍   |
| 插曲   | 《我们的时代》 | 新裤子 | 新裤子 | 新裤子 |
| 插曲   | 《浮躁》       | 王菲   | 王菲   | 王菲   |
| 插曲   | 《花房姑娘》   | 崔健   | 崔健   | 崔健   |
| 插曲   | 《悲惨的幸福》 | 乐队   | 乐队   | 乐队   |

## 宣传
- 2016年6月8日，发布首支先导预告片，共计30秒[17]。7月1日发布首款“结发版”海报[18]。
  - 7月25日，在北京举行定档发布会，导演曾国祥、监制许月珍、主演周冬雨、马思纯到场，宣布定档9月14日并曝光预告片[19]。
  - 8月16日，在北京举办“大胆青春”主题发布会，主创陈可辛、曾国祥、许月珍携主演周冬雨、马思纯、李程彬亮相，著名主持人同时也是导演曾国祥的姐姐曾宝仪担任主持[20]。
  - 9月9日，作为第十三届广州大学生电影节开幕影片在暨南大学放映[21]。
  - 9月11日，在北京电影学院举行首映典礼，监制陈可辛、许月珍，导演曾国祥，主演周冬雨、马思纯、李程彬等亮相，曾志伟意外现身发布会为儿子捧场，在晚上的红毯上吴君如、窦靖童等明星前来助阵[22]。
  - 10月13日，香港亚洲电影节在香港开幕，本片作为开幕影片参与展映，陈可辛、曾国祥、周冬雨等主创到场宣传[23]。
  - 11月8日至19日，作为多伦多亚洲电影节二十周年开幕电影在多伦多展映[24]。

- 2017年2月，入围第12届大阪亚洲电影节竞赛单元，在日本上映[25]。
  - 3月，入围第19届意大利乌甸尼远东电影节竞赛单元。
  - 6月，作为中国推荐的2部电影之一（另一部为《湄公河行动》），参赛2017中国成都·金砖国家电影节“熊猫奖”[26]。

## 评价
2016年8月原著作者安妮宝贝到后期工作室看样片，对本片给予了肯定。
截止9月23日，本片在豆瓣7.7分、微博电影8.2分、猫眼电影8.7分、格瓦拉8.7分（满分均为10分），获得了一致好评。
本片于第53届金马奖的6个奖项之中，共计有7项提名，其中周冬雨與馬思純共同入圍金馬獎最佳女主角，評審讚「兩位女生在青春片中互相成就對方，點綴彼此的光芒，令評審難分難捨。是兩位新生代女演員至今最好的表演。」获选《亞洲週刊》2016十大中文電影第一名、2016年度豆瓣国产电影十佳、南都娱乐年鉴十佳影片、搜狐2016年度华语院线十大佳片第一名。

### 专家评价
中国传媒大学教授索亚斌：
《七月与安生》有时代的缩影，远远超越了青春片的厚度。
社会学家李银河：
人们绝对需要现实主义的影片，需要看到那些自己可能经历到的事，自己在生活中能够遇到的人，看到他们的喜怒哀乐悲欢离合故事，看到那些感人至深发人深省的爱情、亲情和友情。在我看来，《七月与安生》就是这样一部感人至深、发人深省的影片。

影评人木卫二：
影片有一个非常非常典型的中国式青春片外衣，但看到最后，它其实是关于花开两朵的心灵成长，是国产电影少见的，对生活在别处的自由向往。别的先不说，改编得很成功。
影评人：
周冬雨和马思纯 有两场非常精彩的表演，以至于我们很难把注意力从她们的表演中移走。当她们同时在银幕上时，这份友谊显得非常真实，两位演员的互动异常出色。
香港電影評論學會：
兩個少女的成長經歷，對應中國內地的經濟發展，富裕中若有所失的無力感。兩位女主角的演出火花四濺，曾國祥捕捉女性感覺尤其細膩，以香港人的身份拍攝內地題材，成績斐然。
北京大学生电影节评委会：
好的故事是编剧磨成了一根针，扎进观众心里。这部改编超越原著的青春电影，故事结构严谨，节奏准确，双生花故事设定，呈现出情感人物内核的向心力和离心力。

### 媒体评价
《人民日报》：
从题材看，这部影片理所应当是当下流行的青春电影，但它却没有某些青春片内容狗血、无病呻吟、矫揉造作的通病，每个观众都能从中找到自己的影子。人的一生总是要面临诸多的选择和纠结，这部影片借着“青春片”这一类型放大了这种矛盾，让每个人都能从中找到共鸣。所以“青春片”不仅仅是校服、马尾辫和旧式物件，不仅仅是追忆和怀念，观后有感、有思索，才是好电影。
《光明日报》：
他（曾国祥）在电影《七月与安生》中对青春的描摹没有仅停留在谈恋爱、考大学、找工作等现实选择的探讨上，而是深入关注年轻人的心灵成长和自我认知。
《北京日报》：
该片在青春片的各种元素上已经做得很足，堪称近几年国产电影中非常优秀的一部青春片。但在这一类型框架内，该片通过对七月与安生这对好朋友十几年人生道路的回顾，围绕“女孩应该如何选择自己的人生”这个问题，提出创作者对女性主义的思考，从而超越了传统青春片。
《南方都市报》：
这部片选择了一部不再流行的小说、一对恰到好处而非流量第一的卡司，还有一个远离内地青春片劣品位的讲述方式，让我们看到近五年来最好的华语青春片之一，提供了一个精耕细作的良性模式。监制陈可辛继续将香港电影工业的成熟经验灌入当代内地故事，并在他擅长的大社会语境的题材之外，找到更年轻和更个人的本土叙事。
《齐鲁晚报》：
这是曾志伟的儿子曾国祥执导的电影，这个年轻人执导的青春题材作品,没有像其他同题材作品那样热闹过后让人索然无味，而是让人感觉，虽然人生是悲惨的，但人性是乐观的，结尾处的三次反转，显示着这个三十多岁的青年导演可贵的价值观。
《亞洲週刊》：
本片成功的改編比起安妮寶貝的原著出色多了，令主題更為厚重，不再只有叛逆、呢喃。全片節奏平緩而帶有凝聚性爆發，情感描述細膩卻不乏活潑，扎實的劇本使得影片不僅跳出青春愛情的膚淺獲得提升，更令演員的發揮出乎意料的精采，因此，本片兩個女主角演員周冬雨、馬思純竟同奪本屆金馬獎最佳女主角，成一時佳話。香港「星二代」的曾國祥（曾志偉之子）導演本片表現出成熟、穩重及出色構思，十分難得。
《都市女报》：
周冬雨所饰演的安生，松弛得甚至有些放肆，大开大合，没有任何负担，让观众惊叹于她的灵气和天赋。相较之前，她在电影中的表现成熟不少，被专业媒体人评价为是周冬雨这些年来最好的表演。
界面新闻：
导演曾国祥改编的《七月与安生》，让人物情感表达更加合理，也更加细腻丰富。在完整地看完小说和电影后，我把它定义为一部用伤痛温养情感的治愈系电影。残酷青春，治愈未满。影片《七月与安生》告诉我们，面对内心真实而柔软的情感，勇敢前行，即使有伤害，也依然会被人与人之间温暖的。
腾讯娱乐：
在剥去了多余的形容词和伤感后，电影版的《七月与安生》已然蜕变为另外一个故事，它讲的不再是两个女孩与一个渣男之间的狗血爱情故事，而是在面对命运压迫时，两个女孩的之间的憎恨，和“可我只有你”的依偎。电影版的改编堪称精彩，每一个人物都显得有血有肉，充满了立体感。安生动荡的生活，给周冬雨的演技大爆发提供了足够的空间。不管是在家里的乖乖女，还是在路上的酒吧女；不管是日夕相处的亲密无间，还是久别重逢的客套疏远；不管是争吵时的剑拔弩张，还是隐忍时的落寞满怀，周冬雨的表演在热闹与苍凉之间随时切换、任意游走，具有远超其年龄和阅历的说服力。在我看来，《七月与安生》是一部拥有高超技巧、具有自觉意识的典型的女性主义电影。它可能不如西方女性主义电影（如《末路狂花》《狗镇》《男孩别哭》）那样锋芒毕露咄咄逼人，也没有前辈导演黄蜀芹《人鬼情》那样的人文深度，但它所指出的女性困境和可能出路，却可能是最即时和最当下的。

## 发行

### 票房
9月14日于中国大陆上映，首周5天票房7240万元，排名第四，次周6950万元，排名第二。最终1.67亿。

### 其它放映
2016年10月28日，本片于腾讯、爱奇艺、优酷、搜狐、芒果TV、乐视等中国大陆视频网站付费播出。
2017年4月3日18:15，本片首次在CCTV-6播出。

## 獎項及提名
| 年度 | 颁奖典礼                                     | 獎項                 | 姓名                                               | 结果 |
| ---- | -------------------------------------------- | -------------------- | -------------------------------------------------- | ---- |
| 2016 | 第12中美電影節金天使頒獎典禮                 | 十大"金天使"獎電影   | 《七月與安生》                                     | 獲獎 |
| 2016 | 第53屆金馬獎                                 | 最佳导演             | 曾國祥                                             | 提名 |
| 2016 | 第53屆金馬獎                                 | 最佳女主角           | 周冬雨                                             | 獲獎 |
| 2016 | 第53屆金馬獎                                 | 最佳女主角           | 马思纯                                             | 獲獎 |
| 2016 | 第53屆金馬獎                                 | 最佳改編劇本         | 林咏琛、 李媛、吴楠、许伊萌                        | 提名 |
| 2016 | 第53屆金馬獎                                 | 最佳造型設計         | 吳里璐                                             | 提名 |
| 2016 | 第53屆金馬獎                                 | 最佳電影原創歌曲獎   | (It's not a crime) It's just what we do 竇靖童     | 提名 |
| 2016 | 第53屆金馬獎                                 | 最佳剪輯             | 許宏宇、李點石、周肖林、檀向媛                     | 提名 |
| 2016 | 第11屆華語青年影像論壇                       | 年度新銳導演         | 曾國祥 (與王學博共享)                              | 獲獎 |
| 2016 | 第11屆華語青年影像論壇                       | 年度新銳錄音師       | 黃錚 (與龍筱竹、張金岩共享)                        | 獲獎 |
| 2017 | 第23屆香港電影評論學會大獎                   | 最佳電影             | 《七月與安生》                                     | 提名 |
| 2017 | 第23屆香港電影評論學會大獎                   | 最佳導演             | 曾國祥                                             | 提名 |
| 2017 | 第23屆香港電影評論學會大獎                   | 最佳劇本             | 林詠琛、 李媛、吳楠、許伊萌                        | 提名 |
| 2017 | 第23屆香港電影評論學會大獎                   | 最佳女演員           | 周冬雨                                             | 獲獎 |
| 2017 | 第23屆香港電影評論學會大獎                   | 最佳女演員           | 馬思純                                             | 提名 |
| 2017 | 第23屆香港電影評論學會大獎                   | 推薦電影             | 《七月與安生》                                     | 獲獎 |
| 2017 | 第11屆香港電影導演會年度大獎                 | 最佳導演             | 曾國祥                                             | 獲獎 |
| 2017 | 第25届上海影评人奖                           | 2016年度十佳华语电影 | 《七月與安生》                                     | 獲獎 |
| 2017 | 第11屆亞洲電影大獎                           | 最佳導演             | 曾國祥                                             | 提名 |
| 2017 | 第11屆亞洲電影大獎                           | 最佳原創音樂         | 波多野裕介、金培達                                 | 提名 |
| 2017 | 第1届马来西亚国际电影节金环奖                | 最佳影片             | 《七月與安生》                                     | 提名 |
| 2017 | 第1届马来西亚国际电影节金环奖                | 最佳編劇             | 《七月與安生》                                     | 提名 |
| 2017 | 第1届马来西亚国际电影节金环奖                | 最佳摄影             | 《七月與安生》                                     | 提名 |
| 2017 | 第1届马来西亚国际电影节金环奖                | 最佳女演员           | 周冬雨                                             | 提名 |
| 2017 | 第12届大阪亚洲电影节                         | 朝日电视（ABC）奖    | 《七月與安生》                                     | 獲獎 |
| 2017 | 中国2016年《青年电影手册》                   | 年度华语十佳影片     | 《七月與安生》                                     | 提名 |
| 2017 | 中国2016年《青年电影手册》                   | 年度女演员           | 周冬雨                                             | 提名 |
| 2017 | 中国2016年《青年电影手册》                   | 年度女演员           | 马思纯                                             | 提名 |
| 2017 | 微博之星2016                                 | 微博給力電影         | 《七月與安生》                                     | 提名 |
| 2017 | 微博之星2016                                 | 微博給力女主角       | 周冬雨                                             | 提名 |
| 2017 | 微博之星2016                                 | 微博給力女主角       | 马思纯                                             | 提名 |
| 2017 | 第36屆香港電影金像獎                         | 最佳電影             | 《七月與安生》                                     | 提名 |
| 2017 | 第36屆香港電影金像獎                         | 最佳導演             | 曾國祥                                             | 提名 |
| 2017 | 第36屆香港電影金像獎                         | 新晉導演             | 曾國祥                                             | 提名 |
| 2017 | 第36屆香港電影金像獎                         | 最佳編劇             | 林咏琛、李媛、吳楠、許伊萌                         | 提名 |
| 2017 | 第36屆香港電影金像獎                         | 最佳女主角           | 周冬雨                                             | 提名 |
| 2017 | 第36屆香港電影金像獎                         | 最佳女主角           | 馬思純                                             | 提名 |
| 2017 | 第36屆香港電影金像獎                         | 最佳攝影             | 包軒鳴、余靜萍                                     | 提名 |
| 2017 | 第36屆香港電影金像獎                         | 最佳剪接             | 許宏宇、李點石、周肖林、檀向媛                     | 提名 |
| 2017 | 第36屆香港電影金像獎                         | 最佳美術指導         | 翟韜                                               | 提名 |
| 2017 | 第36屆香港電影金像獎                         | 最佳服裝造型設計     | 吳里璐                                             | 提名 |
| 2017 | 第36屆香港電影金像獎                         | 最佳原創電影音樂     | 波多野裕介、金培達                                 | 獲獎 |
| 2017 | 第36屆香港電影金像獎                         | 最佳原創電影歌曲     | 竇靖童 《(It’s Not A Crime) It’s Just What We Do》 | 提名 |
| 2017 | 中国电影导演协会2016年度表彰                 | 年度影片             | 《七月与安生》                                     | 提名 |
| 2017 | 中国电影导演协会2016年度表彰                 | 年度编剧             | 李媛、许依萌、吴楠                                 | 提名 |
| 2017 | 中国电影导演协会2016年度表彰                 | 年度港台导演         | 曾国祥                                             | 獲獎 |
| 2017 | 中国电影导演协会2016年度表彰                 | 年度女演员           | 周冬雨                                             | 提名 |
| 2017 | 中国电影导演协会2016年度表彰                 | 年度女演员           | 马思纯                                             | 提名 |
| 2017 | 第24届北京大学生电影节                       | 最佳影片             | 《七月与安生》                                     | 提名 |
| 2017 | 第24届北京大学生电影节                       | 最佳编剧             | 林咏琛、李媛、吳楠、許伊萌                         | 獲獎 |
| 2017 | 第24届北京大学生电影节                       | 最佳女演员           | 周冬雨                                             | 提名 |
| 2017 | 第24届北京大学生电影节                       | 最佳女演员           | 马思纯                                             | 提名 |
| 2017 | 第2届金砖国家电影节熊猫奖                    | 最佳女主角           | 周冬雨                                             | 獲獎 |
| 2017 | 中国电影家协会第8届“中国影协杯”              | 十佳电影剧作         | 林咏琛、李媛、许伊萌、吴楠                         | 獲獎 |
| 2017 | 中国电影家协会理论评论委员会2017“批评家选择” | 10部推介影片         | 《七月与安生》                                     | 獲獎 |
| 2017 | 第31届金鸡奖                                 | 最佳故事片           | 《七月与安生》                                     | 提名 |
| 2017 | 第31届金鸡奖                                 | 最佳导演处女作       | 曾国祥                                             | 提名 |
| 2017 | 第31届金鸡奖                                 | 最佳女主角           | 周冬雨                                             | 提名 |
| 2017 | 第31届金鸡奖                                 | 最佳剪辑             | 许宏宇、李点石、檀向媛、周肖林                     | 提名 |
| 2017 | 第17屆華語電影傳媒大獎                       | 最佳女主角           | 周冬雨                                             | 獲獎 |
| 2017 | 第17屆華語電影傳媒大獎                       | 最佳女主角           | 馬思純                                             | 提名 |
| 2017 | 第17屆華語電影傳媒大獎                       | 最佳編劇             | 林詠琛、李媛、許伊萌、吳楠                         | 獲獎 |
| 2017 | 第2届金色银幕奖                              | 最佳导演             | 曾国祥                                             | 獲獎 |
| 2017 | 第2届金色银幕奖                              | 最佳编剧             | 林咏琛、李媛、吳楠、許伊萌                         | 獲獎 |
| 2017 | 第2届金色银幕奖                              | 最佳女主角           | 周冬雨                                             | 獲獎 |
| 2017 | 第2届金色银幕奖                              | 最佳女主角           | 馬思純                                             | 獲獎 |
| 2018 | 第34届大众电影百花奖                         | 最佳故事片           | 《七月与安生》                                     | 提名 |
| 2018 | 第34届大众电影百花奖                         | 最佳导演             | 曾国祥                                             | 提名 |
| 2018 | 第34届大众电影百花奖                         | 最佳编剧             | 林咏琛、李媛、许伊萌、吴楠                         | 獲獎 |
| 2018 | 第34届大众电影百花奖                         | 最佳女主角           | 周冬雨                                             | 提名 |
| 2018 | 第34届大众电影百花奖                         | 最佳女主角           | 马思纯                                             | 提名 |
| 2018 | 第34届大众电影百花奖                         | 最佳女配角           | 李昊芳                                             | 提名 |
| 2018 | 第34届大众电影百花奖                         | 最佳新人             | 李程彬                                             | 提名 |